# Paul McDonald
Paul McDonald (født 29. august 1984) er en amerikansk sanger/sangskriver fra Huntsville, Alabama, som i øjeblikket er bosiddende i Nashville, Tennessee. McDonald blev nummer otte i sæson 10 af American Idol, hvor han imponerede med sin unikke stemme. Siden 2005 har McDonald været forsanger i bandet Hightide Blues, som ændrede navn til The Grand Magnolias i 2010.

## Opvækst
Paul McDonald blev født i Auburn, Alabama til forældrene Dave og Susan McDonald. I 2002 dimitterede McDonald fra Huntsville High School og startede derefter på Auburn University i en uddannelse som tandlæge. Mens han var på Auburn University, var han medlem af Phi Gamma Delta Broderskabet.

## Hightide Blues
I foråret 2005 begyndte McDonald og studiekammeraten Jonathan Pears at skrive sange sammen, hvorefter de dannede bandet Hightide Blues. Efter at have tilføjet to nye medlemmer, Phillip Gayle og Scott Rollins, begyndte bandet at turnere mindre klubber i staten Alabama. I 2006 satte McDonald sin uddannelse på pause for at hellige sig en fuldtids karriere inden for musik. Hightide Blues udgav i 2008 et selvproduceret album, Love Come Easy, som blev optaget i et lydstudie, ejet af David Briggs, kaldet "House of David" i Nashville, TN. Numrene "Dreamin 'Alone" og "Let it Roll" fra albummet fik opmærksomhed fra diverse radiostationer i USA. På albummet var der også sangen "Dancing with the Angels (Meg's Song)", som McDonald skrev aftenen før begravelsen af en nær ven af bandet, Meg Ingram. Ingram gik bort af kræft i en alder af blot 21. Bandet optræder årligt på "Meg Ingram Memorial Scholarship" velgørenhedskoncerten i Huntsville.
Hightide Blues har også haft succes på Internettet, hvor de har vundet flere priser på OurStage.com, herunder mere end femten "Top 10" hits samt en placering som nummer to på Best of Pop for 2011. Fra 2007 til 2010 fortsatte bandet med at turnere rundt om i landet, og optrådte med bl.a. Zac Brown Band, Sarah Barellis og JJ Grey & Mofro. Hightide Blues spillede også til festivaler såsom Bonnaroo Music Festival, Florida Music Festival, Hangout Festival og "Lynyrd Skynyrd Simple Man Cruise". Mellem 2007 og 2010 havde Hightide Blues i gennemsnit omkring 150-200 forestillinger om året.

## Grand Magnolias
I august 2010 flyttede McDonald og hans bandmedlemmer til Nashville, TN, og lancerede en kampagne for at lade deres fans vælge et nyt navn til bandet. Gruppens første album under det nye navn, The Grand Magnolias, blev udgivet i 2011. Sangene er skrevet af McDonald og Jonathan Pears og produceret af Dan Hannon og Ken Coomer.

## American Idol, Sæson 10
Den 27. januar 2011 modtog McDonald en såkaldt "Golden Ticket" til Hollywood fra dommerne Steven Tyler, Jennifer Lopez og Randy Jackson i showet American Idol. Senere nåede han i Top 24 ved at synge en original sang, "American Dreams", fra sit bands cd. McDonald blev til slut valgt af offentligheden som en af ti kandidater til finalen. Dommerne valgte herefter tre wildcards, og tretten sangere skulle dermed konkurrere i finalen.
Under sin deltagelse i konkurrencen har McDonald gjort brug af de sociale netværk Twitter og Facebook til at kommunikere med sine fans og fremme hans band The Grand Magnolias. På grund McDonald's mærkbare brug af de sociale medier og hans succes i American Idol røg Grand Magnolias første album "The Grand Magnolias" ind på en tredjeplads på "iTunes Rock Albums chart" samt som nummer 43 på den samlede "iTunes Albums chart".
McDonald blev elimineret fra konkurrencen den 14. april, 2011 og endte på 8. pladsen.

## Diskografi
Albums
Hightide Blues
- 2007: Hightide Blues (EP)

- 2008: Love Come Easy

The Grand Magnolias
- 2011: The Grand Magnolias